# Rassemblement national (parti belge)
Pour les articles homonymes, voir Rassemblement national (homonymie).
Le Rassemblement national est un ancien et éphémère parti politique belge fondé en 1957. 
Initialement Rassemblement national chrétien, successeur du Rassemblement social chrétien de la liberté (RSCL, 1954-1957) le parti se revendique en faveur d'un « libéralisme traditionaliste ». Il est présidé par Jean-Marie Evrard (bourgmestre de 1947 à 1971 de Woluwe-Saint-Pierre et ancien membre du Parti social chrétien), ancien codirigeant du RSCL avec un autre mandataire ex-PSC, André Saint-Rémy, et est implanté à Bruxelles et en Brabant. En 1958, il tente une relance en s'inspirant du parti français Union pour la nouvelle République et promeut une confédération belgo-congolaise pour s'opposer à l'indépendance du Congo belge,.